# Marek Hartleb
Marek Romuald Hartleb – polski gastroenterolog, dr hab. nauk medycznych, profesor i kierownik Katedry i Kliniki Gastroenterologii i Hepatologii Wydziału Nauk Medycznych w Katowicach Śląskiego Uniwersytetu Medycznego.

## Życiorys
29 kwietnia 1996 habilitował się na podstawie pracy zatytułowanej Reaktywność naczyniowa wobec czynników wazopresyjnych w marskości wątroby; badanie mechanizmów obniżonej reaktywności wobec endoteliny 1. 20 maja 2005 uzyskał tytuł profesora nauk medycznych. Został zatrudniony na stanowisku profesora zwyczajnego w Katedrze i Klinice Gastroenterologii i Hepatologii na Wydziale Lekarskim Śląskiego Uniwersytetu Medycznego w Katowicach.
Jest profesorem i kierownikiem  Katedry i Kliniki Gastroenterologii i Hepatologii Wydziału Nauk Medycznych w Katowicach Śląskiego Uniwersytetu Medycznego.

## Odznaczenia
- Złoty Krzyż Zasługi (2016)[4]